# S&W Modelo 29
El Smith & Wesson Modelo 29 es un potente revólver de doble acción con capacidad para seis cartuchos .44 Magnum, fabricado por la empresa estadounidense Smith & Wesson. Se hizo famoso gracias a la serie de películas Harry el sucio, protagonizadas por Clint Eastwood.
El Modelo 29 fue vendido con cañones de 4, 5, 6½, 8⅜ y más tarde 10⅝" pulgadas como longitudes estándar. Cañones de otras longitudes se pueden obtener bajo pedido a Smith & Wesson's Custom Shop o ser fabricados por armeros. La variante con cañón de 5 pulgadas tiene un resalte inferior a lo largo de todo el cañón. Los acabados disponibles incluyen acero pulido pavonado o cromado.

## Historia
Smith & Wesson empezó a producir un revólver con armazón N (grande) para cartuchos .44 Magnum en 1955, siendo denominado Modelo 29 en 1957. Por mucho tiempo fue un arma para coleccionistas, algunos oficiales de policía y cazadores hasta 1971, cuando Clint Eastwood lo lanzó a la fama como "el revólver más potente del mundo" en la película Harry el sucio. También ha aparecido en la popular película Taxi Driver de 1976, en la sitcom satírica Sledge Hammer!, en la película de James Bond Vive y deja morir, y es el arma de Jigen Daisuke en el manga Lupin The Third. Es el arma de preferencia de Victor Sullivan (variante 629) durante toda la saga Uncharted.
Aunque el Modelo 29 nunca fue el revólver más poderoso del mundo como se decía en la película, el Modelo 29 estuvo entre los revólveres más poderosos de la época, al menos en cuanto a armas disponibles para el mercado civil. Mientras que la frase de la película es una declaración precisa, en realidad esta depende de varios factores como la balística terminal, la balística externa o una combinación de otros factores. Después del estreno de la película, Smith & Wesson no pudo con la gran demanda del Modelo 29.
En el momento de su introducción, el Modelo 29 era el revólver más poderoso producido en serie. De hecho, existían un buen número de calibres artesanales que eran aún más potentes. Así como las viejas pistolas Howdah del siglo XIX, el revólver .44 Magnum fue diseñado por Elmer Keith como un arma de apoyo para cazadores de presas grandes y peligrosas. Nunca fue pensado para defensa personal, aunque con los cartuchos especiales disponibles hoy en día puede ser una buena opción defensiva.
También puede cargar y disparar cartuchos .44 Special, ya que el .44 Magnum fue desarrollado a partir del .44 Special. El casquillo Magnum es ligeramente más largo para poder llevar una mayor cantidad de pólvora. Al mismo tiempo, esta característica previene que sean empleados cartuchos Magnum en revólveres calibrados para cartuchos .44 Special.
A finales de la década de 1990, Smith & Wesson abandonó la producción de varios modelos de revólveres, incluyendo el Modelo 29 'básico'; desde entonces, a intervalos irregulares, el modelo ha sido producido en configuraciones limitadas o 'personalizadas'.

## Variantes

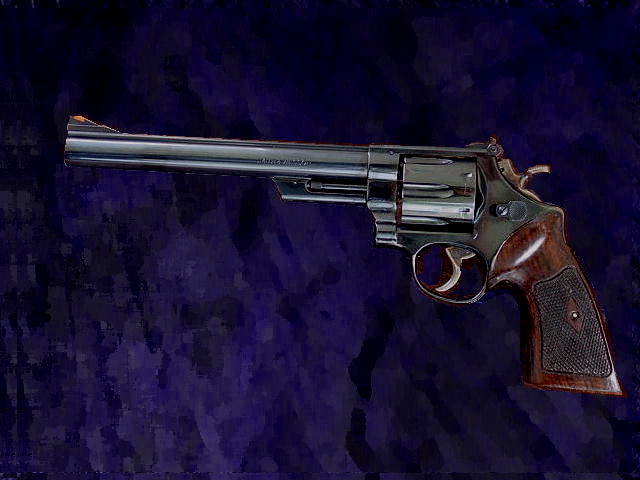
Un Smith & Wesson Modelo 29-2.

El Modelo 29 original fue superado por el Modelo 29-1 en 1960, al cual se le había modificado el tornillo de la varilla eyectora. Fue reemplazado por el Modelo 29-2 al año siguiente, sin un tornillo que aseguraba el resorte del tope del tambor. La longitud del cañón fue acortada de 165 mm (6,5 pulgadas) a 152,4 mm (6 pulgadas) en 1969. Estas dos versiones tenían lo que se conoce como "cañón roscado y clavado", donde el cañón se enrosca en el armazón y a su vez es asegurado mediante un pasador que va a través del armazón y se encaja en una hendidura del cañón. En 1982, con el Modelo 29-3 se dejaron de emplear tambores con recámaras bordeadas (en los cuales la pestaña del casquillo es rodeada por el tambor) y los cañones se montaron por presión.
Los revólveres Modelo 29-4 y Modelo 29-5, producidos desde 1988 y 1990 respectivamente, tienen cambios para mejorar su durabilidad y emplearse frecuentemente. En 1994 empezó a producirse el Modelo 29-6, equipado con cachas envolventes de caucho Hogue para reemplazar a las de madera y agujeros para instalar soportes de mira telescópica. El Modelo 29-7 empezó a producirse en 1998, con modificaciones al mecanismo del seguro, la unión del percutor y con el martillo y gatillo hechos de metal inyectado.

### Modelo 629

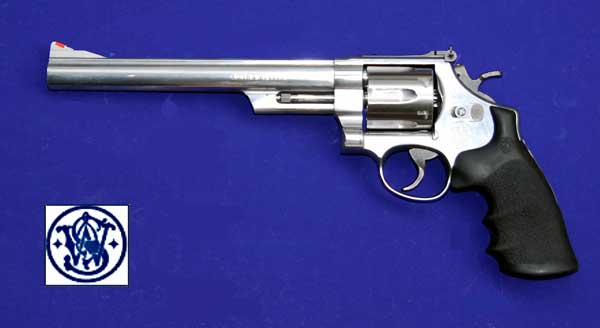
Un Modelo 629 con cañón de 214 mm.

Introducido en 1978, el Smith & Wesson Modelo 629 es una versión en acero inoxidable del Modelo 29.
La denominación del Modelo 629 deriva de la práctica de Smith & Wesson de nombrar una versión en acero inoxidable de uno de sus diseños ya existentes mediante un 6 delante del número de modelo del arma original.
La variante Classic del 629 tiene un resalte debajo de toda la longitud del cañón. 

### Quiet Special Purpose Revolver
Algunos revólveres S&W Modelo 29 fueron reconstruidos por AAI Corporation para crear los Quiet Special Purpose Revolvers (QSPR, acrónimo en inglés de Revólveres Silenciosos de Propósito Especial). Estos tenían nuevos cañones con anima lisa de 35 mm de largo, con un diámetro de 10 mm y tambores con recámaras mecanizadas para aceptar cartuchos QSPR, los cuales externamente parecen cartuchos metálicos de escopeta calibre .410 pero que internamente funcionan como un pistón para retener los gases. Esta munición especial fue fabricada por AAI.
Este revólver fue desarrollado desde 1967 hasta 1971 para ser empleado por los "ratas de túnel" en la Guerra de Vietnam. El QSPR fue probado en combate en 1969, mientras que el programa de mejoras y pruebas activó desde 1970 hasta 1971. Oficialmente nunca entró en servicio. La retirada estadounidense de Vietnam redujo el interés en el QSPR y el programa fue cancelado hacia 1972.

## Otras variantes

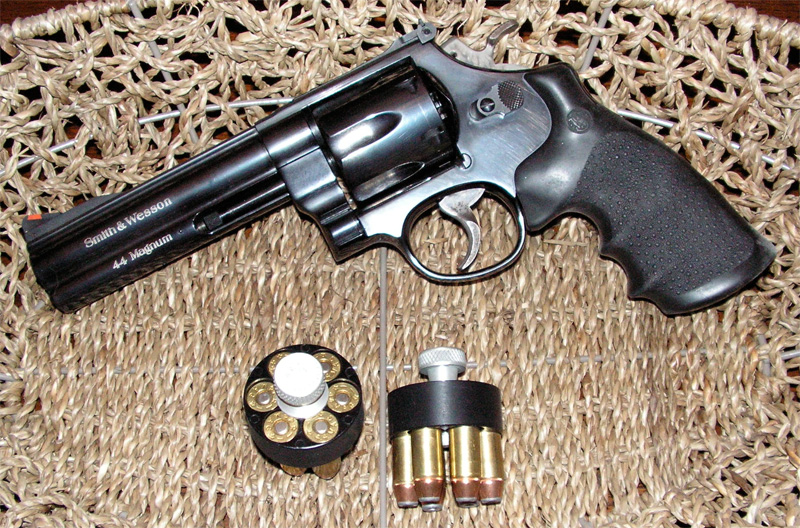
Modelo 29 Classic pavonado, con un resalte de 5 pulgadas bajo el cañón y dos cargadores rápidos.

- El 26 de enero de 2006, Smith & Wesson anunció el Modelo 29 50 Aniversario.[5] Es idéntico a los modelos previos, a excepción del logo incrustado en oro en la cubierta lateral, el nuevo seguro interno y un tambor liso.

- El 1 de enero de 2007, Smith & Wesson anunció la reaparición del Modelo 29 como un modelo grabado en su línea Classics.[6]

- Durante el show SHOT 2008, Smith & Wesson presentó el Modelo 629 Stealth Hunter, un revólver de caza Performance Center hecho a pedido.[7]

### Variante Mountain Gun

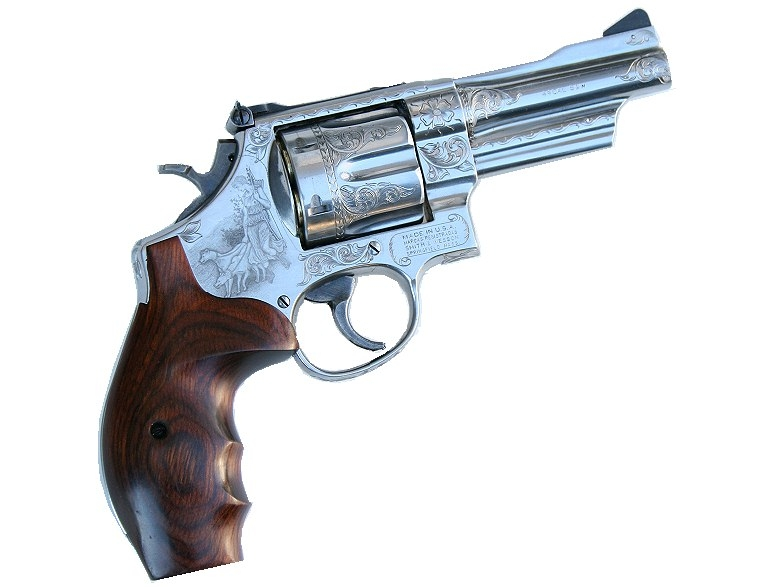
Un Mountain Gun grabado por John K. Pease y Wayne Di'Angelo a través del Smith & Wesson Custom Engraving Shop.

El revólver Mountain Gun fue introducido en 1989 como una versión ligera del Modelo 29. El perfil del cañón combina varios diseños de posguerra.
Se produjo un revólver Smith & Wesson Modelo 629 llamado "Trail Boss", que tiene un cañón más corto y cachas Hogue. 